# Stigmaphyllon mcphersonii
Stigmaphyllon mcphersonii är en tvåhjärtbladig växtart som beskrevs av C.E.Anderson. Stigmaphyllon mcphersonii ingår i släktet Stigmaphyllon och familjen Malpighiaceae. Inga underarter finns listade i Catalogue of Life.